# A Time and Space Odisee (kunstwerk)

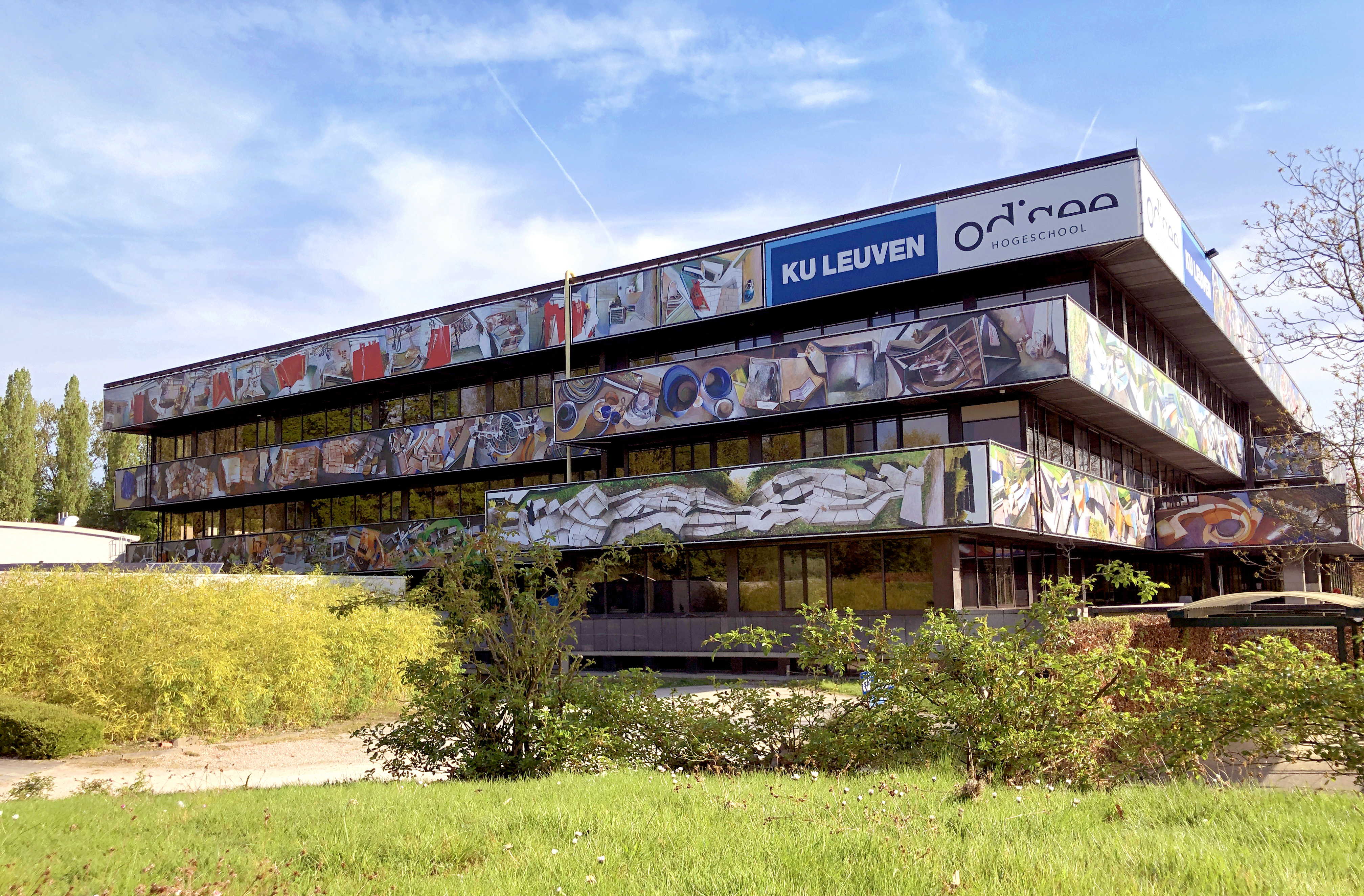

A Time and Space Odisee is een monumentaal kunstwerk van de Belgische kunstenaar Gilles Van Schuylenbergh, gelegen op de gevel van de campus van Hogeschool Odisee en KU Leuven in Aalst. Met een oppervlakte van 1.100 vierkante meter en een lengte van een halve kilometer wordt het beschouwd als een van de grootste kunstwerken in Vlaanderen, gerealiseerd door een enkele kunstenaar. Van Schuylenbergh werkte 7 maanden aan het project.

## Ontstaan en context
In 2017 werd de gevel van het voormalige gebouw van de Generale Bank, waarin de campus is gevestigd, ontdaan van zijn metalen bekleding nadat twee panelen naar beneden vielen. Hierdoor stond het gebouw twee jaar lang “in haar blootje”, wat leidde tot een zoektocht naar een nieuwe, visueel aantrekkelijke aankleding. De keuze viel uiteindelijk op een kunstwerk dat niet alleen de gevel zou verfraaien, maar ook de identiteit van de hogeschool zou weerspiegelen.

## Concept en uitvoering
Kunstenaar Gilles Van Schuylenbergh werd benaderd om een kunstwerk te creëren dat de dynamiek van de hogeschool en de stad Aalst zou belichamen. Hij liet zich inspireren door de diverse activiteiten binnen de campus, waaronder laboratoria, auditoria, snoezelruimtes en technologische installaties. Het resultaat is een reeks langwerpige beeldstroken die samen een visueel verhaal vormen over het leven en leren op de campus. Het werk nodigt toeschouwers uit om het al wandelend te ontdekken, waarbij telkens nieuwe details zichtbaar worden.

## Betekenis en impact
A Time and Space Odisee fungeert als een visueel dagboek van de campus en haar omgeving. Het kunstwerk is bedoeld om kunst toegankelijk te maken voor een breed publiek, waaronder de circa 2.000 studenten die dagelijks de campus bezoeken. Door kunst in de publieke ruimte te brengen, wordt de drempel verlaagd en ontstaat er een directe interactie tussen kunst en toeschouwer.

## Inhuldiging
Het kunstwerk werd officieel ingehuldigd op 24 april 2019. Sindsdien is het uitgegroeid tot een herkenningspunt in Aalst en wordt het beschouwd als een toeristische trekpleister die bijdraagt aan het culturele imago van de stad.